# Survivant du suicide
Cet article concerne les proches des victimes de suicide. Pour les personnes qui ont survécu à leurs propres tentatives de suicide, voir tentative de suicide.
Un survivant du suicide ou une survivante du suicide fait partie de la famille ou des amis de quelqu'un qui est mort par suicide.
Compte tenu de la stigmatisation sociale associée au suicide, les survivants du suicide sont souvent incapables de gérer leur perte et leur deuil en utilisant des systèmes de soutien normaux et sont «forcés de vivre un deuil privé et individuel», rendant le processus de guérison encore plus difficile.
Les estimations sont que pour chaque suicide, «il y a sept à dix personnes intimement touchées».